# Neptis dorcas
Neptis dorcas är en fjärilsart som beskrevs av Smith 1894. Neptis dorcas ingår i släktet Neptis och familjen praktfjärilar. Inga underarter finns listade i Catalogue of Life.